# ウィリアム・シェラード
ウィリアム・シェラード（William Sherard、1659年2月27日 - 1728年8月11日）は、イギリスの植物学者である。「イングランド博物学の父」と呼ばれるジョン・レイについで、17世紀末のイギリスの重要な植物学者である。

## 略歴
レスターシャーのブシュビーで生まれた。父親の姓はシャーウッド（Sherwood）であったが改名の理由は知られていない。下層階級の出身で、高い教育を受けたことで、社会的地位を得た。1677年から1683年までオックスフォード大学のセント・ジョンズ・カレッジで学び、1686年から1688年の間、パリのジョゼフ・ピトン・ド・トゥルヌフォールのもとで植物学を学んだ。同時期にトゥルヌフォールのもとで研究していたライデン大学の植物学の教授、パウル・ヘルマンの友人となった。1690年にアイルランドの園芸家としても知られるアーサー・ラウドン卿の家族の個人教師として働いた。
1703年から1716年の間、イギリス領事として働き、資産を持つようになり、イギリスに戻った後は博物学者のパトロンを務めた。支援した博物学者にはヨハン・ヤーコプ・ディレン、ピエール・アントニオ・ミケーリ、パオロ・ボッコーネやマーク・ケイツビーがいる。セバスチャン・ヴァイヤンの『パリの植物』（"Botanicon Parisiense"）やヘルマンの"Musaeum zeylanica"の出版に尽力した。シェラードの資金でオックスフォード大学に植物学の教授職が設けられ、ヨハン・ヤーコプ・ディレンがその職に就いた。シェラードの没後も弟のジェームズ・シェラードがウィリアムの遺志を継ぎ、Sherardian Professorshipが創設された1731年にオックスフォード大学から医学博士号が送られた。
1694年に出版されたジョン・レイの植物誌、"Stirpium"に貢献し、ヘルマンの没後、共著として "Paradisus Batavus"を出版した。植物の古今の名称が対照されているギャスパール・ボアンの『植物対照図表』（""Pinax theatri botanici")の増補に取り組んだが完成することはなかった。
カール・フォン・リンネより前の世代および同時代の植物分類学に対して、ジョン・レイ、トゥルヌフォール、ヴァイヨン、ヘルマンと行った仕事は、近代分類学の基礎を築いた。
弟のジェームズ・シェラードは園芸技術に優れ、ヨハン・ヤーコプ・ディレンの著書、"Hortus Elthamensis"に記載された珍しい植物はケント州のエルタム（現在はグレーター・ロンドン内）で栽培したものである。
アカネ科の植物の属名、Sherardia（和名:ハナヤエムグラ属)に献名された